# Ferrovia dell'Albula
La ferrovia dell'Albula (ted. Albulabahn) è una linea ferroviaria di montagna, a scartamento metrico, nel cantone svizzero dei Grigioni. Costruita in un paesaggio montano di alto interesse paesaggistico, e ricca di arditissime opere d'arte, fra cui il celebre viadotto Landwasser, la linea dell'Albula, con la vicina linea del Bernina, è stata inserita il 7 luglio 2008 nella lista dei patrimoni dell'umanità dell'UNESCO, come esempi tecnicamente avanzati di gestione del paesaggio di alta montagna e come ferrovie a scartamento ridotto più spettacolari del mondo.
La linea fu inizialmente a vapore, poi elettrificata nel 1919 a corrente continua, sostituita poi dalla corrente alternata a 11KV. Il primo progetto ferroviario tra Davos e Sankt Moritz era un progetto che prevedeva il passaggio dallo Scalettapass per raggiungere l'Engadina, per poi proseguire per il Maloja per raggiungere Chiavenna, con una linea anch'essa non realizzata; fu preferito, invece il percorso attraverso l'Albula. La linea è percorsa da treni regionali e dai Treni espressi Bernina Express e Glacier Express.
Il 29 ottobre 2022 un convoglio RhB composto da 100 carrozze, per una lunghezza totale di 1910 metri, ha stabilito ufficialmente il record di treno passeggeri più lungo del mondo, percorrendo la linea dell'Albula nella tortuosa tratta Preda-Alvaneu.

## Percorso
| Continuation backward |

| Unknown route-map component "exLSTRq" + Unknown route-map component "MFADEgq" | Unknown route-map component "exLSTR+r" + Straight track |  |

| Station on track |

| Unknown route-map component "hbKRZWae" |

| Unknown route-map component "SKRZ-Ao" |

| Non-passenger station/depot on track |

| Enter and exit tunnel |

| Enter and exit tunnel |

| Enter and exit tunnel |

| Non-passenger station/depot on track |

| Enter and exit tunnel |

| Unknown route-map component "bWBRÜCKE1" |

| Station on track |

| Station on track |

| Station on track |

| Unknown route-map component "hbKRZWae" |

| Enter and exit tunnel |

|  | Unknown route-map component "ABZg+l" | Unknown route-map component "CONTfq" |

| Station on track |

| Unknown route-map component "kSTR3" |

| Unknown route-map component "kkSTR+1" | Unknown route-map component "tSTR+l" + Unknown route-map component "kSTRc4" | Unknown route-map component "tSTR+r" |

| Unknown route-map component "t3STR2a" | Unknown route-map component "-3KRZt" + Unknown route-map component "PORTALg" | Unknown route-map component "t3STR3" |

| Enter and exit short tunnel |

| Unknown route-map component "bWBRÜCKE1" |

| Non-passenger station/depot on track |

| Unknown route-map component "STRc2" | Unknown route-map component "BHF3" |  |

| Unknown route-map component "STR+1" | Unknown route-map component "STRc4" + Unknown route-map component "tSTR+le" | Unknown route-map component "tSTR+r" |

| Straight track | Unknown route-map component "BRK3" | Unknown route-map component "tSTRe@g" |

| Straight track | Unknown route-map component "tKRWla" | Unknown route-map component "tKRW+r" + Unknown route-map component "kSTR3" |

| Unknown route-map component "t3STR2a" | Unknown route-map component "t-3STRq" + Unknown route-map component "kkSTR+1" | Unknown route-map component "t3STR3" + Unknown route-map component "kSTRc4" |

| Unknown route-map component "STRo" |

| Non-passenger station/depot on track |

|  | Unknown route-map component "BS2c1" | Unknown route-map component "STRl~R" | Unknown route-map component "3STR2+r" |

| Unknown route-map component "tSTR+l" | Unknown route-map component "tSTR+re" |  | Unknown route-map component "v-3STR" |

| Unknown route-map component "tSTRl" | Unknown route-map component "KRZt" | Unknown route-map component "WBRÜCKE1q" + Unknown route-map component "PORTALr" | Unknown route-map component "3STRr+1" |

| Unknown route-map component "WKRZq2u" | Unknown route-map component "WABZgr" + Unknown route-map component "STRc3" |

|  | Unknown route-map component "STRc1" | Water + Unknown route-map component "lMKRZ2+4u" + Unknown route-map component "STR2+4" | Unknown route-map component "STRc3" |

|  | Unknown route-map component "WASSER+l" | Water straight and to right + Unknown route-map component "STRc12" | Unknown route-map component "STR3+4" |

|  | Water | Unknown route-map component "STR+1" + Unknown route-map component "PORTALf" | Unknown route-map component "STRc4" |

| Unknown route-map component "STR+l" | Unknown route-map component "hKRZWaeq" | Unknown route-map component "tSHI1r" + Transverse track + Unknown route-map component "PORTALl" | Unknown route-map component "tv-STR+r" |

| Enter and exit tunnel | Water | Unknown route-map component "tvSTRlf-" + Unknown route-map component "STR+l-" | Unknown route-map component "tv-STRrf" + Unknown route-map component "STR+r-" + Unknown route-map component "PORTALf" |

| One way leftward | Unknown route-map component "WBRÜCKE1q" + Unknown route-map component "PORTALl" | Unknown route-map component "KRZt" | Unknown route-map component "tSTRr" |

| Unknown route-map component "BS2c2" | Unknown route-map component "BS2r" |

| Station on track |

| Unknown route-map component "tSTRa@g" |

| Unknown route-map component "tSTRe@f" |

| Station on track |

|  | Unknown route-map component "ABZg+l" | Unknown route-map component "CONTfq" |

| Station on track |

| Station on track |

|  | Unknown route-map component "ABZgl" | Unknown route-map component "CONTfq" |

| Station on track |

|  | Unknown route-map component "ABZg+l" | Unknown route-map component "CONTfq" |

| Unknown route-map component "exLSTR" + End station |

| Unknown route-map component "exLSTR" + Unknown route-map component "MFADEf" |